# На чужому святі
«На чужому святі» (рос. «На чужом празднике») — радянський фільм-драма режисера Володимира Лаптєва, знятий у 1981 році.

## Сюжет
Уральське містечко Вовчанськ. Мати дев'ятикласниці Наді Авер'янової вирішує одружитися зі своїм колишнім однокласником — нині майором прикордонних військ Віктором Кондратьєвим, після чого їде до місця служби чоловіка. Однак Наді вибір матері зовсім не подобається, і вона, в свою чергу, одна їде до моря. Спершу життя дівчини виглядає як свято, однак скоро гроші закінчуються, новий приятель їде до себе додому, і Наді треба якось виживати. З великими труднощами їй вдається влаштуватися покоївкою в готель. Пізніше дівчина зустрічає свою подругу Лариску і красиве життя триває, що призводить до закономірних проблем. Одного разу дівчині навіть доводиться ночувати на вулиці. 1 вересня, всі йдуть до школи, а у Наді навіть немає грошей повернутися додому. Тим часом капітан міліції Токмакова з'ясовує, що дівчина знаходиться в розшуку. Мати Наді приїжджає до дочки. У фінальній сцені дівчина прощається з Ларискою, яка збирається на пароплаві «Адмірал Нахімов» плисти до Одеси.

## У ролях
- Надія Горшкова —  Надія Авер'янова
- Марина Левтова —  Лариска
- Людмила Крячун —  мати Наді
- Леонід Дьячков —  Віктор Іванович Кондратьєв, вітчим Наді
- Єлизавета Кузюріна —  тітка Ліза
- Микита Померанцев —  Андрій
- Валерій Леонтьєв —  Олег
- Ігор Ігнатов —  Віктор
- Михайло Пазников —  Костя
- Любов Поліщук —  камео
- Валентина Тализіна —  Ніна Андріївна Токмакова, інспектор у справах неповнолітніх
- Марина Гаврилко —  Марія Степанівна, господиня будинку
- Юрій Мороз —  моряк Віктор

## Знімальна група
- Режисер — Володимир Лаптєв
- Сценарист — Валентина Спіріна
- Оператор — Віктор Осенніков
- Композитор — Едуард Богушевський
- Художник — Валерій Лукінов